# Schuttersbier
Schuttersbier is een Nederlandse pils uit de lagere prijsklasse. Het wordt in België gebrouwen door Brouwerij Martens. Dit bier is een merk van Superunie en verkrijgbaar in diverse supermarktketens.